# Alopecosa subvalida
Alopecosa subvalida este o specie de păianjeni din genul Alopecosa, familia Lycosidae, descrisă de Guy, 1966.
Este endemică în Morocco. Conform Catalogue of Life specia Alopecosa subvalida nu are subspecii cunoscute.